# Autoritratto con amici a Mantova
Autoritratto con amici a Mantova è un dipinto a olio su tela (77,5x161 cm) realizzato tra il 1602 ed il 1606 dal pittore Peter Paul Rubens.  È conservato nel Wallraf-Richartz Museum di Colonia.
Questo quadro è  il primo autoritratto conosciuto di Rubens. Si tratta di un ritratto di amicizia che raffigura un incontro informale di amici, un genere popolare nel XVI e XVII secolo. In particolare è un ritratto di una cerchia di compagni o amici stoici.

## Descrizione
Il dipinto raffigura sei uomini di profilo o semi-profilo davanti a un paesaggio marino immerso in una luce innaturale. Sul lago si intravede una chiatta o una gondola.  Da destra a sinistra, mostra il filosofo fiammingo Justus Lipsius, Rubens stesso, suo fratello Filippo Rubens, lo scienziato italiano Galileo Galilei, Juan Batiste Perez de Baron (o Nicolaas Rockox) e Guillaume Richardot (tutti e tre allievi di Lipsius). Il legame comune tra tutti questi personaggi è che erano tutti legati alla filosofia neo-stoica di Lipsius.

## Il luogo
In lontananza si vede una piccola sezione di un paesaggio marino e un cielo drammaticamente illuminato. Sebbene in seguito alla riscoperta del dipinto all'inizio del XX secolo si sia inizialmente pensato che raffigurasse una scena di Roma, un attento studio del paesaggio ha dimostrato che si tratta in realtà di una veduta di Mantova. Il dipinto raffigura il Ponte di San Giorgio (distrutto), che collegava il Lago Inferiore e il Lago di Mezzo.  Il punto di osservazione del ponte dall'angolo raffigurato nel dipinto doveva essere il Palazzo Ducale di Mantova, e più precisamente l'attuale Appartamento della Mostra o Rustica.  Rubens era allora pittore di corte della famiglia Gonzaga di Mantova e viveva nel Palazzo Ducale. Il paesaggio sullo sfondo è lo stesso del Morte della Vergine di Mantegna.